# Dendrotriton rabbi
Espèce
Synonymes
- Chiropterotriton rabbi  Lynch & Wake, 1975

Statut de conservation UICN

 CR B1ab(iii) : 
En danger critique
Dendrotriton rabbi est une espèce d'urodèles de la famille des Plethodontidae.

## Répartition
Cette espèce est endémique du Guatemala. Elle se rencontre dans les départements de Huehuetenango et du Quiché de 2 100 à 2 700 m d'altitude dans la Sierra de los Cuchumatanes et les Montañas del Cuilco.

## Description
Le mâle holotype mesure 73,9 mm de longueur totale dont 34,5 mm de longueur standard et 39,4 mm de queue.

## Étymologie
Cette espèce est nommée en l'honneur de George Rabb.

## Publication originale
- Lynch & Wake, 1975 : Systematics of the Chiropterotriton bromeliacia group (Amphbia: Caudata), with description of two new species from Guatemala. Contributions in Science. Natural History Museum of Los Angeles County, no 265, p. 1-45 (texte intégral).